# Wolfgang Soergel
Wolfgang Soergel (né le 12 juin 1962 à Genève) est un mathématicien allemand spécialiste de théorie des représentations et de géométrie algébrique.

## Biographie
Il passe sa jeunesse à Heidelberg, où il réussit l'examen d'Abitur en 1980 au Kurfürst-Friedrich-Gymnasium Heidelberg (de). Il étudie ensuite les mathématiques et la physique à Genève et à Bonn et soutient sa Promotion (doctorat) en 1988 à l'université de Hambourg. Sa thèse, intitulée Universelle versus relative Einhüllende: Eine geometrische Untersuchung von Quotienten von universellen Einhüllenden halbeinfacher Lie-Algebren (Enveloppes universelles versus relatives : une investigation géométrique sur les quotients des enveloppes universelles des algèbres de Lie semi-simples) est dirigée par Jens Carsten Jantzen. Après des contrats post-doctoraux à l'université de Californie à Berkeley, à l'université Harvard et au MIT, Soergel termine son Habilitation à l'université de Bonn en 1991. En 1994, il est nommé professeur à l'université de Fribourg. Il est conférencier invité au congrès international des mathématiciens de 1994 à Zurich. Depuis 2008, il est membre de l'Académie des sciences de Heidelberg.
Il est l'auteur ou coauteur de plus de 30 articles de recherche. Ses recherches en théorie des représentations ont des applications importantes à la théorie de Kazhdan-Lusztig et à la dualité de Koszul (en). La catégorie des bimodules de Soergel est nommée en son honneur.
Parmi ses doctorants figurent Peter Fiebig, Catharina Stroppel et Geordie Williamson.
Wolfgang Soergel est le fils du physicien Volker Soergel (de) et petit-fils du paléontologue Johannes Wolfgang Adolf Werner Soergel (de) (1887-1946).

## Publications choisies
- « Langlands’ Philosophy and Koszul Duality », dans I. Klaus W. Roggenkamp, Mirela Ștefănescu (éd.), Algebra – representation theory. (Proceedings of the NATO Advanced Study Institute on Algebra – Representation Theory, Constanta, Romania, 2–12 August 2000), Dordrecht, Kluwer Academic, coll. « NATO Science Series. Series 2: Mathematics, Physics and Chemistry » (no 28), 2001 (ISBN 0-7923-7113-5), p. 379-414.
- avec Alexander Beilinson et Victor Ginzburg, « Koszul duality patterns in representation theory », Journal of the American Mathematical Society, vol. 9, no 2,‎ 1996, p. 473-527 (DOI 10.1090/S0894-0347-96-00192-0, lire en ligne).
- « Gradings on Representation Categories », dans Srishti D. Chatterji (éd.), Proceedings of the International Congress of Mathematicians. August 3–11, 1994, Zürich, Switzerland, vol. 2, Basel etc., Birkhäuser, 1995 (ISBN 3-7643-5153-5), p. 800-806.
- avec Henning H. Andersen et Jens C. Jantzen, Representations of quantum groups at a {\displaystyle p}-th root of unity and of semisimple groups in characteristic {\displaystyle p}: independence of {\displaystyle p}, Paris, Société mathématique de France, coll. « Astérisque » (no 220), 1994 (ISSN 0303-1179).
- (de) « Kategorie 𝓞, perverse Garben, und Moduln über den Koinvarianten zur Weylgruppe », Journal of the American Mathematical Society, vol. 3, no 2,‎ 1990, p. 421-445 (DOI 10.1090/S0894-0347-1990-1029692-5).